# Paranemastoma quadripunctatum
Paranemastoma quadripunctatum is een hooiwagen uit de familie aardhooiwagens (Nemastomatidae). De originele naamcombinatie (protoniem) was Phalangium quadripunctatum Perty, 1833, later Nemastoma quadripunctatum (Perty, 1833) in Simon 1879. Een volgende naamrecombinatie werd gepubliceerd als Paranemastoma quadripunctatum (Perty, 1833) in Helversen & Martens 1971, enz.
Een junior subjectief synoniem is Nemastoma quadripunctatum var. moesiacum Roewer 1917 (of later vermeld als Nemastoma moesiacum Roewer, 1917)), plus ook Nemastoma quadripunctatum var. lessinensis Caporiacco 1940 (of later vermeld als Nemastoma lessinensis Caporiacco, 1940), plus ook Nemastoma nervosum Roewer, 1923 allemaal aangegeven door Martens (1978). Een andere is Nemastoma strasseri Roewer, 1951
in Novak (2005).